# Guerre de la deuxième coalition
Guerres de la Révolution française
Batailles
Guerre de la Deuxième Coalition
- St George's Caye (navale) (09-1798)
- Nicopolis (10-1798)
- Corfou (11-1798)
- Copenhague (navale) (04-1801)
- Algésiras (navale) (06-1801)

Campagne de Hollande
- Callantsoog (08-1799)
- Vlieter (08-1799)
- Zyp (09-1799)
- Bergen (09-1799)
- Alkmaar (10-1799)
- Castricum (10-1799)

Campagne de Suisse
- Ostrach (03-1799)
- Feldkirch (03-1799)
- 1re Stockach (03-1799)
- Frauenfeld (05-1799)
- Winterthour (05-1799)
- 1re Zurich (06-1799)
- Schwytz (08-1799) (en)
- Amsteg (08-1799)
- Saint-Gothard (09-1799)
- 2e Zurich (09-1799)
- Linth (09-1799)
- Muten (10-1799) (ru)
- Engen (05-1800)
- 2e Stockach (05-1800)
- Moesskirch (05-1800)
- Biberach (05-1800)
- Erbach (05-1800)
- Höchstädt (06-1800)
- Ampfing (12-1800)
- Hohenlinden (12-1800)

Campagne d'Égypte
- Malte 1 (06-1798)
- Malte 2 (06-1798)
- Alexandrie (07-1798)
- Chebreiss (07-1798)
- Pyramides (07-1798)
- 1re Aboukir (08-1798)
- Salheyeh (08-1798)
- Malte 3 (09-1798)
- Sédiman (10-1798)
- Caire (10-1798)
- Samanouth (01-1799)
- El Arish (02-1799)
- Syène (02-1799)
- Jaffa (03-1799)
- Saint-Jean-d'Acre (03-1799)
- Mont-Thabor (04-1799)
- 2e Aboukir (07-1799)
- Damiette (11-1799)
- Héliopolis (03-1800)
- 3e Aboukir (03-1801)
- Mandora (03-1801)
- Canope (03-1801)
- Fort Jullien (04-1801)
- Le Caire (06-1801)
- Alexandrie (08-1801)

2e Campagne d'Italie
- Vérone (03-1799)
- Magnano (04-1799)
- Cassano (04-1799)
- Mantoue (04-1799)
- Bassignana (05-1799)
- 1re Marengo (05-1799) (en)
- Modène (06-1799) (en)
- Trebbia (06-1799)
- 2e Marengo (06-1799) (en)
- Novi 1 (08-1799)
- Rome (09-1799)
- Mannheim (09-1799) (en)
- Novi 2 (10-1799) (en)
- Genola (11-1799)
- Gênes (04-1800)
- Sassello (04-1800) (en)
- Fort Bard (05-1800)
- Verceil (05-1800)
- Turbigo (05-1800)
- Montebello (06-1800)
- 3e Marengo (06-1800)
- Pozzolo (12-1800)

La Deuxième Coalition (1798 – 1802) est le deuxième groupement de plusieurs puissances européennes et de l'Empire ottoman pour contenir la France révolutionnaire, si possible abattre le régime républicain et rétablir la monarchie. La Deuxième Coalition, formée à l'instigation de la Grande-Bretagne, de septembre 1798 à mars 1799, comprend la Russie, l'Autriche, l'Empire ottoman, les Deux-Siciles, quelques princes allemands et la Suède. Elle prend fin après la signature des paix de Lunéville (1801) et d'Amiens (1802).

## Origines du conflit
La Grande-Bretagne n'a pas fait la paix avec la France à la suite de la guerre de la Première Coalition (1792 – 1797). Elle a conquis l'essentiel des colonies françaises et hollandaises ainsi que quelques colonies espagnoles, et la flotte britannique opére un blocus commercial de la France et de ses alliés. Elle demeure très hostile à la domination française en Belgique et Hollande, de leurs zones portuaires (Anvers, Rotterdam…) et fluviales (Escaut, Rhin…). C'est pourquoi le Directoire décide de mettre un terme à cette guerre contre la Grande-Bretagne en organisant une armée, en réorganisant la flotte française et en instituant un blocus économique. Toutes les exportations britanniques en direction de la France et de ses alliés sont interdites. Le gouvernement français autorise même la guerre de course contre les navires neutres transportant des marchandises britanniques. Le gouvernement britannique réagit à ces mesures par une augmentation de la fiscalité afin de renforcer la puissance maritime britannique, toute expédition militaire sur le continent étant prohibée. Pourtant, en février 1798, Bonaparte émet un rapport défavorable à un débarquement en Grande-Bretagne. Une tentative, la deuxième après celle avortée de Hoche en décembre 1796, sera néanmoins lancée en direction de l’Irlande. 1000 français débarquent ainsi le 22 août 1798 sur les côtes irlandaises, sans parvenir à emporter la décision. Trois mois auparavant, une expédition anglaise a été lancée sur Ostende afin de freiner voire empêcher les préparatifs du débarquement. Bonaparte estime que la France doit se lancer dans une expédition contre l'Égypte.
Dans le même temps, la politique de satellisation des États proches de la France, menée par le Directoire, provoque de sérieux mécontentements dans toutes les cours européennes. En effet, le Directoire favorise l'émergence de républiques-sœurs autour de la grande nation ou bien poursuit sa politique d'expansion.
En Suisse, c’est ainsi que la république de Mulhouse et celle de Genève sont intégrées à la République française. La pression française s’accentue. Le 27 janvier 1798, des troupes françaises commandées par les généraux Ménard et Rampon pénètrent dans le pays de Vaud et traversent même le lac Léman depuis Évian afin d’occuper Lausanne. L’offensive s’étend quelques semaines plus tard au reste de la Suisse sous l’égide du général Brune qui commande désormais les troupes révolutionnaires. Fribourg puis Berne tombent dès le 4 mars et la Confédération des cantons indépendants est remplacée par une République helvétique le 28 mars. Elle est amputée de la Valteline au profit de la République cisalpine et du pays de Vaud qui devient indépendant. Les combats se poursuivent néanmoins dans d’autres cantons.
Bonaparte a créé la République cisalpine par l'agrégation des Républiques cispadane et transpadane. Elle est liée à la France par un traité d'alliance et de commerce et doit entretenir une armée française sur son sol. Les États pontificaux sont à leur tour transformés en République romaine le 15 février 1798 à la suite d'une révolution. Le royaume de Piémont-Sardaigne parvient à maintenir son indépendance mais à la suite d'un traité, il doit accepter le stationnement de troupes à Turin. Toutes ces républiques, ainsi que la République batave et le royaume d'Espagne, sont liées à la France par des traités d'alliance.
En février 1798, Bonaparte remet un rapport au Directoire sur le projet d'invasion de l'Égypte. Il caresse ce projet ambitieux depuis quelque temps. La possession de l'Égypte aurait le mérite de compenser la perte des colonies. Cette expédition porterait un coup aux intérêts britanniques, puisque l'isthme de Suez est l'une des routes des Indes pour le Royaume-Uni. L'Égypte pourrait être transformée en colonie et servir de base à la conquête d'une des sources de la richesse britannique. Le Directoire voit dans cette expédition un bon moyen d'éloigner ce général ambitieux qui peut devenir une menace pour la République. Ce dernier y voit un moyen de gagner encore en prestige et en gloire, même si cela présente le risque d'un conflit contre l'Empire ottoman. L'expédition d'Égypte tient donc davantage son origine dans la politique intérieure française que dans une politique extérieure agressive. Il faut seulement deux mois pour les préparatifs de cette expédition qui voit partir 38 000 soldats vers l'Égypte ainsi que des scientifiques.

## L'expédition d'Égypte
Le 19 mai 1798, la flotte française, forte de 55 navires de guerre et 280 transports, quitte le port de Toulon principalement, mais aussi ceux de Marseille, Gênes et Civitavecchia, embarquant une armée de 38 000 hommes commandée par le général Bonaparte, ainsi que quelques dizaines de scientifiques et administrateurs. Elle traverse la mer Méditerranée échappant presque miraculeusement à la flotte britannique de l'amiral Nelson. Le 6 juin, elle se retrouve devant Malte qui tombe sans coup férir. Le 2 juillet, elle est à Alexandrie qui est enlevée d'assaut. L'armée se dirige vers Le Caire et remporte une victoire sur les Mamelouks au pied des Pyramides le 21 juillet. Deux jours plus tard, Bonaparte entre au Caire. Pendant ce temps, Nelson apprend la destination prise par la flotte française. Le 1er août il surprend les navires de guerre français près d'Aboukir, trop gros pour entrer dans le port d'Alexandrie et alignés au mouillage selon les ordres du vice-amiral de Brueys. Sur 13 vaisseaux de lignes et 4 frégates, seuls 2 vaisseaux et deux frégates parviendront à s'échapper. La Grande-Bretagne est définitivement maîtresse de la mer Méditerranée tandis que Bonaparte et son armée se retrouvent isolés en Égypte. Pour se dégager, ce dernier conçoit alors la glorieuse (victoires à Gaza, à Jaffa et au Mont Thabor, prises de Tyr, de Nazareth…), éprouvante (absence de ravitaillement suffisant, près d'un millier de morts de la peste…) et finalement vaine campagne en Terre sainte. Il échoue en effet à faire tomber Saint-Jean d'Acre malgré un siège du 20 mars au 21 mai 1799, ravitaillé et soutenu par la flotte anglaise.

## La formation de la coalition et les difficultés françaises
L'expédition d'Égypte facilite la mise en place d'une Deuxième Coalition.
L'Empire ottoman, qui voit dans cette expédition une intrusion sur son territoire, déclare la guerre à la France, le 9 septembre 1798.
La Russie, dirigée par Paul Ier, sent ses intérêts menacés par cette intrusion française en Orient. Russie et Empire ottoman signent un traité le 23 décembre 1798 selon lequel les ports et les détroits turcs sont ouverts aux navires russes. Une flotte russe franchit immédiatement les détroits afin de s'emparer des îles Ioniennes. Le 29 décembre, une alliance est conclue entre la Grande-Bretagne, les Deux-Siciles et la Russie qui s'engage à intervenir en Italie avec Souvorov, ainsi qu’en Suisse avec Korsakov et même en Hollande (avec Hermann et Essen).
L'intervention des Deux-Siciles est directement liée à la révolution romaine. D'ailleurs, dès le 26 novembre 1798, des troupes napolitaines s'emparent de Rome, occupée par les français depuis le 11 février précédent. Deux jours plus tard 8000 soldats napolitains sont débarqués à Livourne en Toscane par une escadre anglaise. Face au risque de contagion dans la péninsule, le Directoire riposte par l'occupation du Piémont. Le roi Charles-Emmanuel IV est chassé par les troupes du général Joubert. De son côté, Championnet prend la direction du Sud de l'Italie, et reprend Rome très rapidement dès le 14 décembre 1798. Il s'empare dans la foulée de Naples le 23 janvier 1799, obligeant Ferdinand Ier et Marie-Caroline à fuir en Sicile. Immédiatement est créée une République parthénopéenne, tandis que le Piémont est annexé à la France 16 février 1799.
Prusse et Autriche restent neutres en ce début de conflit mais l'Autriche accepte tout de même de laisser passer les troupes russes sur son territoire ce qui entraîne la déclaration de guerre de la France à l'Autriche le 12 mars 1799. La paix, issue du traité de Campo Formio, n’aura pas tenu 18 mois. La France occupe la Toscane à compter du 24 mars 1799 parachevant une domination quasi complète mais surtout éphémère de la France du Directoire sur l’Italie (hors Vénétie).
Enfin Gustave IV de Suède ne tarde pas à se joindre à la coalition.
Le reflux français sur plusieurs fronts commence d’abord dans la péninsule italienne. Les diverses conquêtes depuis 1796 et les républiques sœurs sont reprises en quelques mois. Aucun général français ne parvient à inverser la tendance. Ni Schérer, ni Moreau rappelé, ni Joubert ni même Championnet lui aussi rappelé ne trouvent de solution pour les troupes françaises, isolées et sans véritable soutien populaire, face aux austro-russes.
À la différence de la Première Coalition (1793-1797) qui, en 1793, avait attaqué la France sans plan d'ensemble, elle entend agir en coordonnant les efforts de ses troupes et l'action des insurgés de l'intérieur. Le ministre britannique des Affaires étrangères, William Wyndham Grenville, après de multiples lettres à ses homologues autrichiens, russes, napolitains, turcs, ainsi qu'à Louis XVIII de France qui dirige les sociétés secrètes royalistes de l'intérieur de la France (notamment l’Institut philanthropique) met au point le plan suivant : une armée russe transportée par des vaisseaux britanniques attaquera les troupes françaises de Hollande. Des armées autrichiennes (épaulées par les 40 000 russes de Korsakov) prendront l'offensive en Allemagne et en Suisse, en direction du Rhin. Des armées russes, autrichiennes et turques s'efforceront de chasser les Français d'Italie. En même temps éclateront aux Pays-Bas, en Rhénanie, en Suisse, en Italie, des insurrections contre les Français. Lorsque les armées des coalisés auront atteint les frontières de la France, c'est-à-dire, vers la mi-août 1799, des soulèvements royalistes se produiront dans les régions de Toulouse et de Bordeaux, en Vendée, en Bretagne et en Normandie. Après la victoire, Louis XVIII montera sur le trône et l'Ancien Régime sera rétabli, selon la proclamation de Louis XVIII à Vérone le 24 juin 1795.
Le Directoire oppose quatre armées à l'Autriche alliée à la Russie : Jourdan doit attaquer en Allemagne du Sud (armée du Danube), Bernadotte doit protéger son flanc gauche, Schérer doit opérer en Italie du Nord et Masséna en Suisse (armée d’Helvétie). Les armées françaises sont partout en infériorité numérique, ce qui rend une offensive générale très aléatoire. 
En Suisse, les forces françaises progressent. Masséna, épaulé par Oudinot, Soult, Mortier, Ney et Lecourbe, atteint le Vorarlberg. Les Grisons sont sous domination française et Bellinzone est occupée. Certaines positions stratégiques comme le col de Saint-Gothard sont consolidées.
Les autres forces en Italie et en Allemagne sont repoussées. 
En Allemagne, l'offensive débute le 1er mars. D'une part Bernadotte franchit le Rhin au niveau de Spire et s'empare de Mannheim, tandis que Jourdan passe le fleuve du côté de Bâle et Kehl le même jour. C'est sa troisième offensive sur la rive droite après ses précédents de 1795 et 1796. Une nouvelle fois mis en échec, le vainqueur de Fleurus retrouve son vieil adversaire le jeune archiduc Charles. Jourdan est rapidement bloqué à Ostrach et Pfullendorf et même battu à Stockach le 25 mars 1799. Jourdan et Bernadotte (malade) démissionnent ou sont relevés.
En Italie, Schérer, après de timides et indirects progrès (prise de Bormio le 17 mars par le général Desolles qui est envoyé rejoindre Masséna en Suisse), ne cesse de refluer devant les Autrichiens de Kray. Il est rapidement remplacé le 21 avril par Moreau rappelé, 18 mois après sa disgrâce post coup d’Etat du 18 Fructidor. 
Les Russes (commandés par Souvorov et épaulé par Bagration) de l’ordre de 30 000 soldats, interviennent en Italie du Nord en avril et forcent Moreau à évacuer la République cisalpine. 
Les défaites françaises s’enchainent (Vérone, Magnano, Cassano, Trebbia, Novi…) à compter de mars jusqu’en août. Les Austro-Russes entrent à Milan le 28 avril et à Turin le 29 mai. Ils reprennent la place stratégique de Mantoue le 30 juillet 1799 après un siège de quatre mois. Moreau se réfugie avec les restes de son armée dans la région de Gênes.
La retraite généralisée des armées françaises en Italie et en Allemagne provoque l'isolement en Suisse des forces de Masséna qui a remplacé en avril Jourdan. Il cumule dès lors les commandements au travers d’une seule et même armée dite du Danube. L'archiduc Charles lance l'offensive. Il parvient à prendre Zurich les 3-4 juin (tandis que Hotze l’emporte face à Ney du côté de Winterthour). Mais il est arrêté par Masséna qui seul limite le recul français.
Le Directoire donne alors l'ordre à l'armée de Naples désormais commandée par Macdonald de revenir vers le nord de l’Italie afin d'attaquer le flanc de l'armée austro-russe conjointement avec une contre-offensive de Moreau. Macdonald remonte la péninsule italienne en ébullition et rencontre Souvorov près de la rivière de la Trébie du 17 au 19 juin 1799. Isolé et trop lent, il n'obtient pas le soutien de Moreau et est défait. Joubert est alors nommé commandant en chef en Italie. Mais il est lui aussi battu et tué à la bataille de Novi le 15 août comme quatre autres généraux de division. Moreau reprend provisoirement le commandement (épaulé par Victor, Gouvion Saint Cyr, Grouchy…) avant Championnet.
Les souverains légitimes profitent du reflux français pour refaire leur apparition en Italie. La répression est terrible pour les partisans italiens de la France et des républiques sœurs. 
Le Royaume-Uni décide de lancer fin août 1799 une opération anglo-russe à partir de la Hollande septentrionale en direction de Anvers et de la Belgique (anciennement Pays-Bas autrichiens) avec le duc d'York et une aide russe. L'archiduc Charles quitte alors la Suisse pour gagner le Rhin, afin de ne pas laisser les Britanniques libérer un ancien territoire autrichien.
L'Autriche convainc Paul Ier de quitter l'Italie pour aller libérer la Suisse et rejoindre Korsakov et les autres forces russes. Souvorov traverse alors les Alpes suisses de septembre à octobre 1799. Il remporte des succès initiaux au col du Saint Gothard face au général Lecourbe et à Andermatt (pont du diable), mais perd des hommes et surtout du temps. Car au même moment, Korsakov se retrouve  isolé de Hotze et des ultimes troupes impériales présentes en Suisse. Il subit alors une lourde défaite lors de la deuxième bataille de Zurich face à Masséna qui prend l’initiative avant l’arrivée de Souvorov. Masséna apparaît comme le sauveur de la République, au moment même où Bonaparte approche des côtes françaises.
Sans victoire décisive face aux troupes du Directoire, notamment celles du général Molitor du côté de Naefels, Souvorov quitte donc la Suisse toujours sous domination française. Auréolé de gloire, il retourne en Russie avec les restes de son armée très affaiblie par ces combats alpins coûteux en hommes.
La deuxième coalition perd un acteur de poids en ce début d’automne, à l’approche de la pause hivernale. C’est une aubaine pour les troupes du Directoire sur le reculoir, essentiellement en Italie mais aussi en Allemagne. Pour le reste, la Suisse et la Hollande demeurent sous la menace des coalisés. Seul le Rhin -infranchissable pour les Autrichiens depuis 1795- constitue une source de confiance et une barrière protectrice pour un régime fragilisé et à bout de souffle.

## Le sursaut français
Brune, à la tête d'une armée franco-hollandaise, résiste pendant l’automne au Helder au duc d'York, qui dirige une armée russo-britannique sur le point de rembarquer en novembre.
Chez les coalisés, les divergences de vues ne tardent pas à naître. Les Autrichiens ne voient pas d'un bon œil les progrès russes sur tous les fronts et notamment en Italie et en Méditerranée. Ils ne sont pas non plus satisfaits d'être exclus de l'opération en Belgique. Il est convenu que l'archiduc Charles se lance dans une offensive sur la Belgique par le Rhin, tandis que Souvorov libérerait la Suisse avec Korsakov déjà sur place. Pressé, l'archiduc Charles quitte la Suisse et prend Mannheim le 18 septembre. Alors que Souvorov approche péniblement à travers les Alpes, les Russes de Korsakov et les Autrichiens restants de Hotze sont sévèrement battus par Masséna (épaulé par Mortier, Oudinot, Molitor, Soult…) lors de la deuxième bataille de Zurich fin septembre 1799. Ils sont alors repoussés hors de Suisse par Soult qui poursuit. La Suisse devient alors le point faible du dispositif des coalisés sur lequel les Directeurs s'appuient. 
Les Russes sont refoulés dans les territoires des Habsbourg. Paul Ier estime que cette défaite est imputable à l'Autriche, si bien qu'il quitte la coalition le 22 octobre. Comme en Hollande avec les Anglais, les Russes amers se brouillent avec leurs alliés autrichiens. Les deux armées russes de Souvorov et Korsakov auront -il est vrai- supporté l’essentiel de l’effort et fondu comme neige au soleil. Elles sont passées de près de 60 000 soldats en avril à moins de 15 000 en octobre. 
Dans le même temps, Napoléon Bonaparte fait son grand retour d'Égypte et prend la tête de la Grande Nation après son coup d'État du 18 Brumaire. Il assure donc la direction des opérations militaires contre l'Autriche, dernière grande rivale sur le continent. Bonaparte tente alors d'obtenir la paix par la médiation mais en vain. Autriche et Royaume-Uni refusent mi-janvier ses offres.
La France peut opposer trois armées aux coalisés : une armée du Rhin de 100 000 hommes sous le commandement de Moreau, une armée d'Italie de 31 000 sous le commandement de Masséna et une armée de réserve de 60 000 sous le commandement de Berthier qui une fois installée en Suisse pourrait déborder les Autrichiens soit en Italie, soit au sud du Saint Empire.
Le 5 avril les Autrichiens de Mélas lancent les hostilités en Italie et obligent Masséna à se réfugier dans Gênes, Suchet étant repoussé vers le Var.
Dans le même temps, les Français sous la direction de Moreau (épaulé par Lecourbe et Gouvion Saint Cyr) franchissent à compter du 25 avril 1800 le Rhin (pour la cinquième fois depuis septembre 1795). Face aux Autrichiens de Kray, ils enchaînent les victoires, notamment à Stockach, Engen et Mösskirch les 3 et 5 mai 1800, ce qui permet à Moreau d'investir Ulm à la fin du mois. Augsbourg tombe au même moment, puis c’est Munich qui est occupé le 28 juin. L’armistice de Parsdorf sollicité par Kray est conclu le 15 juillet.
Pour contrer l'offensive autrichienne en Italie, Bonaparte y envoie son armée de réserve qui emprunte le chemin le plus court, c'est-à-dire à travers les Alpes par le col du Grand-Saint-Bernard. Cette armée joue la surprise et oblige les Autrichiens à la retraite. Le 2 juin, Bonaparte entre dans Milan. Pourtant, Masséna capitule le 4 juin. La rencontre décisive entre les deux armées ennemies a lieu le 14 juin 1800 à Marengo. Les Autrichiens, deux fois plus nombreux, sont prêts d'emporter la bataille mais Bonaparte reçoit le soutien inopiné des 9 000 hommes du général Desaix. Mélas est contraint d'évacuer le Piémont, la Ligurie et la Lombardie. L’armistice ou convention d’Alexandrie est signé dans la foulée le 15 juin. L'Autriche ne conserve plus que Mantoue et la Vénétie.
Le général Brune prend le relais de Bonaparte qui rentre à Paris. En liaison avec Macdonald, il relance l’offensive en décembre après une pause liée à la convention d’Alexandrie. Il brise alors la ligne autrichienne du Mincio face au comte de Bellegarde.
En Égypte, les troupes françaises, isolées, ne parviennent pas à défendre leurs positions. Le 1er novembre 1799, un débarquement de janissaires est repoussé à Damiette mais le 30 décembre 1799, les Turcs parviennent tout de même à reprendre el-Arich. Kléber tente de négocier une sortie honorable du territoire avec les autorités ottomanes mais en vain. Le 20 mars 1800, il remporte une victoire à Héliopolis. Le 14 juin (soit le même jour que Marengo) Kléber est assassiné. Les combats se poursuivent. Menou est battu à Canope le 21 mars 1801, tandis que Lanusse est mortellement défait lors de la bataille de Mandora. Le 27 juin 1801, les troupes françaises du Caire capitulent. Le 2 septembre, c'est au tour d'Alexandrie de tomber après trois années d’occupation française. Selon les accords de reddition négociés, les troupes françaises sont rapatriées en France par des navires britanniques.
La défaite autrichienne en Italie (Marengo) mais aussi en Allemagne du sud engendre une réouverture des négociations de paix. Mais les tergiversations à la cour de Vienne entraînent la rupture des armistices de Parsdorf et Alexandrie et donc le retour des hostilités mi-novembre sur ces deux fronts.
Le 3 décembre à Hohenlinden en Bavière, le général Moreau, épaulé par les généraux Lecourbe, Ney, Grouchy et Richepance, remporte une victoire décisive sur les troupes de l'archiduc Jean. À la suite de la chute de Salzbourg le 15 décembre, l'Autriche signe précipitamment l'armistice de Steyr le 25 décembre alors que l'armée de Moreau n'est plus qu'à une centaine de kilomètres de Vienne. Comme en avril 1797, la prise de la capitale autrichienne attendra et ne sera effective qu’en novembre 1805.
En Italie, ce même jour de Noël, le général Brune, épaulé par Macdonald, Suchet, Delmas, Moncey, Davout et Dupont de l’Etang, remporte la double victoire décisive de Pozzolo et Monzambano. Trente et Vérone tombent aux mains des Français début janvier 1801, tandis que le 4 janvier Brune traverse l’Adige. Le 11, c’est la Brenta qui est franchie. Dans la foulée, le 15 janvier 1801 était signé l'armistice complémentaire de Trévise entre Brune et l'archiduc Charles. Les Autrichiens doivent reculer jusqu’au delà du Tagliamento et se résignent à une paix inéluctable. Ils évacueront le 16 février à la suite du traité de Lunéville la forteresse de Mantoue, rattachée à la République cisalpine.
La domination française en Italie s’achève avec Murat qui, quant à lui, lance l'offensive vers le sud de la péninsule et chasse les Napolitains de Toscane, puis de Rome et pénètre enfin dans le royaume de Naples. L'armistice avec Naples est rapidement signé le 9 février 1801 (20 pluviôse) à Foligno, suivi d’un traité de paix le 28 mars. Le royaume doit fermer ses ports aux Britanniques. L'Autriche doit accepter une paix séparée de la Grande-Bretagne une nouvelle fois mais cette dernière ne tarde pas à signer les préliminaires de paix le 1er octobre 1801.
Au même moment et dans la même logique, une courte guerre éclate en mai pour le Portugal face à l’Espagne et son allié français. La victoire rapide des espagnols de Godoy, sans intervention des troupes de Leclerc, isole encore un peu plus l’Angleterre. Le Portugal, un de ses fidèles alliés, se recentre sur ses intérêts vitaux.

## Les traités de paix
Le 9 février 1801 est signé le traité de Lunéville entre la France et l'Autriche qui marque le retour de la paix sur le continent. Le Saint-Empire reconnaît le Rhin comme limite orientale de la France. Cette dernière évacue toutes les places fortes se situant sur la rive droite. L'Autriche reconnaît l'annexion des provinces belges et les républiques batave et helvétique. Il est stipulé dans l'article 7 que les princes laïcs expropriés sur la rive gauche devront obtenir des compensations sur la rive droite du Rhin. Cela augure pour la France une future pénétration de son influence dans le Saint-Empire et un élargissement de sa clientèle. L'Autriche reconnaît la République cisalpine qui annexe Modène et les Légations ainsi que la République ligurienne. Le grand-duché de Toscane est transformé en royaume d'Étrurie. Le grand-duc de Toscane, un Habsbourg, reçoit en compensation le duché de Salzbourg. Le royaume d'Étrurie échoit au Bourbon de Parme marié à l'infante. Ce dernier cède la partie de l'île d'Elbe qu'il possède à la France. La France accroît ainsi son influence en Italie. Le 12 avril 1801, le Piémont devient une division militaire et une administration française y est mise en place. Le traité avec l'Autriche accentue encore l'influence française en Italie. Bonaparte désire constituer un glacis protecteur avec les Républiques sœurs.
Le 28 mars 1801 est signé le traité de Florence entre la France et le royaume de Naples. Ce dernier cède la partie napolitaine de l'île d'Elbe à la France qui réunit ainsi les deux parties de l'île sous son autorité. Le royaume de Naples cède également la principauté de Piombino à la France ainsi que les présides de Toscane que la France rétrocède au royaume d'Étrurie. Les ports napolitains sont fermés à la marine britannique et la France obtient le droit de maintenir des garnisons à Brindisi, Otrante et Pescara afin de veiller à l'application de cette dernière mesure. Une division française pourrait également stationner temporairement à Tarente avant d'embarquer pour l'Égypte.
Le 6 juin 1801 est signé le traité de Badajoz entre la France et le Portugal. La France obtient quelques territoires en Guyane, une indemnité de guerre de 20 millions et la clause de la nation la plus favorisée. Ce traité intervient après une courte intervention hispano-française au Portugal afin de détacher ce dernier de l'alliance britannique.
Le 9 octobre 1801 est signé le traité de Paris entre la France et l'Empire ottoman. La France reconnaît à l'Empire ottoman la possession de l'Égypte.
Le 10 octobre 1801 est signé le traité de Paris entre la France et la Russie. La France cède les îles Ioniennes à la Russie et promet de respecter l'intégrité du royaume de Naples. La Russie, quant à elle, promet sa médiation dans le conflit qui oppose la France à l'Empire ottoman.
Le 25 mars 1802 est signé le traité d'Amiens entre la France, la République batave, l'Espagne et le Royaume-Uni. Ce dernier rend Le Cap à la République batave mais conserve Ceylan, cède Malte à l'ordre des Chevaliers de Saint-Jean, restitue Minorque à l'Espagne mais conserve l'île de la Trinité. Elle promet également d'évacuer l'Égypte mais ne reconnaît pas les annexions françaises sur le continent. À cette date, l'Europe se retrouve en paix pour la première fois depuis dix ans. La France domine l'Europe continentale tandis que le Royaume-Uni poursuit sa lente domination des mers.

## Chronologie
- mai 1798 (floréal-prairial an VI) : soulèvement des patriotes irlandais, alliés de la République française, contre le royaume de Grande-Bretagne.
- 7 juillet 1798 (19 messidor an VI) : début de la quasi-guerre, conflit sans déclaration de guerre entre la République française et les États-Unis.
- septembre 1798 (fructidor an VI - vendémiaire an VII) : l'archiduché d'Autriche et la Russie impériale s'allient au royaume de Grande-Bretagne et déclarent la guerre à la République française.
- 9 septembre 1798 (23 fructidor an VI) : l'Empire ottoman déclare la guerre à la République française.
- 15 septembre 1799 (29 fructidor an VII) : soulèvement des Chouans et des Vendéens contre la République française.
- 22 octobre 1799 (30 vendémiaire an VIII) : la Russie impériale fait la paix avec la République française.
- 14 février 1800 (25 pluviôse an VIII) : traité de Beauregard, les Chouans signent la paix avec la République française.
- 30 septembre 1800 (8 vendémiaire an IX) : traité de Mortefontaine, la République française et les États-Unis signent la paix.
- 9 février : 1801 (20 pluviôse an IX) : traité de Lunéville, l'archiduché d'Autriche et la République française signent la paix.
- 9 octobre 1801 (16 vendémiaire an X) : le traité de Paris met fin aux hostilités entre la République française et l’Empire ottoman.
- 14 décembre 1801 (23 frimaire an X) : la République française attaque Haïti.
- 25 mars 1802 (4 germinal an X) : paix d'Amiens, le Royaume-Uni de Grande-Bretagne et d'Irlande et la République française signent la paix.